# سيرجين ديوب
سيرجين ديوب (بالفرنسية: Serigne Diop) هو لاعب كرة قدم فرنسي في مركز الوسط، ولد في 29 سبتمبر 1988 في باريس في فرنسا. لعب مع أبولون ليماسول وبيرسخوت إيه سي وميتالورغ دونيتسك ونادي دارلنجتون ونادي غلوستر سيتي ونادي هيرفورد.

## وصلات خارجية
- سيرجين ديوب على موقع اتحاد أوكرانيا (الإنجليزية)
- سيرجين ديوب على موقع قاعدة بيانات كرة القدم.إي يو (الإنجليزية)
- سيرجين ديوب على موقع Soccerbase.com (لاعب) (الإنجليزية)
- سيرجين ديوب على موقع Soccerway.com (الإنجليزية)
- سيرجين ديوب على موقع عالم كرة القدم.نت (الإنجليزية)